# Copa América de 1983
A Copa América de 1983, foi a 32° edição do torneio sul-americano, foi a última edição onde não teve uma sede para o torneio, as partidas foram realizadas de 10 de agosto a 4 de novembro de 1983, sendo o Uruguai o campeão pela 12° vez.
As Nove Seleções foram divididas em três grupos de três (O Paraguai disputou a semifinal, por ser campeão em 1979). O Uruguai foi Campeão após vencer o Brasil no primeiro jogo (2-0) e empatar no segundo (1-1), ficando 3-1 no agregado a favor da celeste.

## Cidades-sede
Por ser um torneio sem sede fixa, cada seleção jogou duas partidas em casa na primeira fase. As seguintes cidades receberam jogos durante a primeira-fase e a fase final do torneio.
| Montevidéu, Uruguai | Santiago, Chile      | Caracas, Venezuela      | Quito, Equador     | Buenos Aires, Argentina |
| ------------------- | -------------------- | ----------------------- | ------------------ | ----------------------- |
| Estádio Centenário  | Estádio Nacional     | Estadio Brígido Iriarte | Olímpico Atahualpa | Monumental de Núñez     |
| Capacidade: 74.860  | Capacidade: 76.780   | Capacidade: 13.500      | Capacidade: 45.000 | Capacidade: 74.624      |
|                     |                      |                         |                    |                         |
| Goiânia, Brasil     |                      |                         |                    | Rio de Janeiro, Brasil  |
| Serra Dourada       | Maracanã             |                         |                    |                         |
| Capacidade: 59.049  | Capacidade: 155.250  |                         |                    |                         |
|                     |                      |                         |                    |                         |
| La Paz, Bolívia     | Lima, Peru           |                         |                    |                         |
| Hernando Siles      | Estadio Nacional     |                         |                    |                         |
| Capacidade: 42.000  | Capacidade: 65.000   |                         |                    |                         |
|                     |                      |                         |                    |                         |
| Bogotá, Colômbia    | Assunção, Paraguai   | Uberlândia, Brasil      | Salvador, Brasil   |                         |
| Estádio El Campín   | Defensores del Chaco | Parque do Sabiá         | Fonte Nova         |                         |
| Capacidade: 65.000  | Capacidade: 50.000   | Capacidade: 72.000      | Capacidade: 80.044 |                         |
|                     |                      |                         |                    |                         |

## Primeira fase

### Grupo A
| Time      | Pld | W | D | L | GF | GA | GD | Pts |
| --------- | --- | - | - | - | -- | -- | -- | --- |
| Uruguai   | 4   | 3 | 0 | 1 | 7  | 4  | +3 | 6   |
| Chile     | 4   | 2 | 1 | 1 | 8  | 2  | +6 | 5   |
| Venezuela | 4   | 0 | 1 | 3 | 1  | 10 | −9 | 1   |

| 1 de setembro, 1983 | Uruguai                                                | 2–1 | Chile                    | Estádio Centenário, Montevidéu                |
|                     | Eduardo Mario Acevedo 45' · Fernando Morena 63' (pen.) |     | Juan Carlos Orellana 76' | Público: 30,000 Árbitro: Arnaldo Cézar Coelho |

| 4 de setembro, 1983 | Uruguai                                                               | 3–0 | Venezuela | Estádio Centenário, Montevidéu            |
|                     | Wilmar Cabrera 55' · Fernando Morena 51' (pen.) · Arsenio Luzardo 68' |     |           | Público: 60,000 Árbitro: Gabriel González |

| 8 de setembro, 1983 | Chile                                                                             | 5–0 | Venezuela | Estadio Nacional, Santiago            |
|                     | Oscar Arriaza 22' · Rodolfo Dubó 25' · Jorge Aravena 35' 83' · Rubén Espinoza 51' |     |           | Público: 20,000 Árbitro: Enrique Labó |

| 11 de setembro, 1983 | Chile                                      | 2–0 | Uruguai | Estadio Nacional, Santiago             |
|                      | Rodolfo Dubó 9' · Juan Carlos Letelier 80' |     |         | Público: 55,000 Árbitro: Teodoro Nitti |

| 18 de setembro, 1983 | Venezuela        | 1–2 | Uruguai                                    | Estádio Brígido Iriarte, Caracas         |
|                      | Pedro Febles 77' |     | Alberto Santelli 74' · Carlos Aguilera 87' | Público: 3,000 Árbitro: Carlos Montalván |

| 21 de setembro, 1983 | Venezuela | 0–0 | Chile | Estádio Brígido Iriarte, Caracas     |
|                      |           |     |       | Público: 3,000 Árbitro: Elías Jácome |

### Grupo B
| Time      | Pld | W | D | L | GF | GA | GD | Pts |
| --------- | --- | - | - | - | -- | -- | -- | --- |
| Brasil    | 4   | 2 | 1 | 1 | 6  | 1  | +5 | 5   |
| Argentina | 4   | 1 | 3 | 0 | 5  | 4  | +1 | 5   |
| Equador   | 4   | 0 | 2 | 2 | 4  | 10 | −6 | 2   |

| 10 de agosto, 1983 | Equador                               | 2–2 | Argentina                     | Estádio Olímpico Atahualpa, Quito             |
|                    | Fidean Vásquez 68' · Jacinto Vega 79' |     | Jorge Luis Burruchaga 40' 51' | Público: 50,000 Árbitro: Gilberto Aristizábal |

| 17 de agosto, 1983 | Equador | 0–1 | Brasil               | Estádio Olímpico Atahualpa, Quito        |
|                    |         |     | Roberto Dinamite 14' | Público: 40,000 Árbitro: Alfonso Postigo |

| 24 de agosto, 1983 | Argentina          | 1–0 | Brasil | Estadio Monumental, Buenos Aires                |
|                    | Ricardo Gareca 55' |     |        | Público: 70,000 Árbitro: Juan Daniel Cardellino |

| 1 de setembro, 1983 | Brasil                                                             | 5–0 | Equador | Estádio Serra Dourada, Goiânia                 |
|                     | Renato Gaúcho 12' · Roberto Dinamite 46' 55' · Éder 58' · Tita 60' |     |         | Público: 26,688 Árbitro: Luis Gregorio Da Rosa |

| 7 de setembro, 1983 | Argentina                                           | 2–2 | Equador                                | Estadio Monumental, Buenos Aires                |
|                     | Víctor Ramos 50' · Jorge Luis Burruchaga 90' (pen.) |     | Lupo Quiñónez 44' · Hans Maldonado 90' | Público: 40,000 Árbitro: Juan Daniel Cardellino |

| 14 de setembro, 1983 | Brasil | 0–0 | Argentina | Maracanã, Rio de Janeiro            |
|                      |        |     |           | Público: 53,921 Árbitro: Mario Lira |

### Grupo C
| Time     | Pld | W | D | L | GF | GA | GD | Pts |
| -------- | --- | - | - | - | -- | -- | -- | --- |
| Peru     | 4   | 2 | 2 | 0 | 6  | 4  | +2 | 6   |
| Colômbia | 4   | 1 | 2 | 1 | 5  | 5  | 0  | 4   |
| Bolívia  | 4   | 0 | 2 | 2 | 4  | 6  | −2 | 2   |

| 14 de agosto, 1983 | Bolívia | 0–1 | Colômbia            | Estádio Hernando Siles, La Paz            |
|                    |         |     | Alex Valderrama 73' | Público: 40,000 Árbitro: Gabriel González |

| 17 de agosto, 1983 | Peru               | 1–0 | Colômbia | Estádio Nacional, Lima                            |
|                    | Franco Navarro 70' |     |          | Público: 30,000 Árbitro: José Luis Martínez Bazán |

| 21 de agosto, 1983 | Bolívia          | 1–1 | Peru               | Estádio Hernando Siles, La Paz                |
|                    | Erwin Romero 65' |     | Franco Navarro 89' | Público: 37,738 Árbitro: Jorge Eduardo Romero |

| 28 de agosto, 1983 | Colômbia                                          | 2–2 | Peru                                              | Estádio El Campín, Bogotá                     |
|                    | Miguel Augusto Prince 46' · Fernando Fiorillo 69' |     | Eduardo Malásquez 25' (pen.) · Juan Caballero 85' | Público: 50,000 Árbitro: Arnaldo Cézar Coelho |

| 31 de agosto, 1983 | Colômbia                                        | 2–2 | Bolívia                              | Estadio El Campín, Bogotá             |
|                    | Alex Valderrama 2' · Nolberto Molina 60' (pen.) |     | Milton Melgar 78' · Silvio Rojas 80' | Público: 45,000 Árbitro: José Vergara |

| 4 de setembro, 1983 | Peru                                  | 2–1 | Bolívia            | Estadio Nacional, Lima                   |
|                     | Germán Leguía 6' · Juan Caballero 21' |     | David Paniagua 46' | Público: 50,000 Árbitro: Guillermo Budge |

## Fase final
|  | Semifinais | Semifinais | Semifinais | Semifinais |   |         | Final | Final | Final | Final |
|  |            |            |            |            |   |         |       |       |       |       |
|  | Peru       | 0          | 1          | 1          |   |         |       |       |       |       |
|  | Uruguai    | 1          | 1          | 2          |   |         |       |       |       |       |
|  | Uruguai    | 1          | 1          | 2          |   | Uruguai | 2     | 1     | 3     |       |
|  |            |            |            |            |   | Uruguai | 2     | 1     | 3     |       |
|  |            | Brasil     | 0          | 1          | 1 |         |       |       |       |       |
|  | Paraguai   | Brasil     | 0          | 1          | 1 | 1       | 0     | 1     |       |       |
|  | Paraguai   |            |            |            |   | 1       | 0     | 1     |       |       |
|  | Brasil     | 1          | 0          | 1          |   |         |       |       |       |       |

Em itálico, os times que possuem o mando de campo no primeiro jogo do confronto e em negrito os times classificados.

### Semifinais
| 13 de outubro, 1983 | Peru | 0–1 | Uruguai      | Estadio Nacional, Lima                  |
|                     |      |     | Aguilera 65' | Público: 28,000 Árbitro: Sergio Vásquez |

| 20 de outubro, 1983 | Uruguai            | 1–1 | Peru          | Estadio Centenario, Montevidéu             |
|                     | Wilmar Cabrera 49' |     | Malásquez 24' | Público: 58,000 Árbitro: Arturo Ithurralde |

| 13 de outubro, 1983 | Paraguai            | 1–1 | Brasil   | Defensores del Chaco, Assunção         |
|                     | Milciades Morel 70' |     | Éder 88' | Público: 49,199 Árbitro: Gastón Castro |

| 20 de outubro, 1983 | Brasil | 0–0 | Paraguai | Parque de Sabiá, Uberlândia                  |
|                     |        |     |          | Público: 48,433 Árbitro: Juan Carlos Loustau |

### Finais
| 27 de outubro, 1983 | Uruguai                            | 2–0 | Brasil | Estadio Centenário, Montevidéu        |
|                     | Francescoli 41' · Víctor Diogo 80' |     |        | Público: 65,000 Árbitro: Héctor Ortíz |

Víctor Diogo
| 4 de novembro, 1983 | Brasil       | 1–1 | Uruguai      | Estádio Fonte Nova, Salvador          |
|                     | Jorginho 23' |     | Aguilera 77' | Público: 85,933 Árbitro: Edison Pérez |

| Copa América 1983            |
| Uruguai                      |
| ---------------------------- |
| URUGUAI Campeão (12º título) |

## Campanha do Brasil
O Brasil foi treinado por Carlos Alberto Parreira.